# باتريك وود
باتريك وود (بالإنجليزية: Patrick Wood)‏ هو لاعب كرة قدم أسترالي، ولد في 16 سبتمبر 2002.